# Сангойська культура
Сангойська культура — африканська археологічна культура епохи верхнього палеоліту.
Відкрита Е. Уейлендом в 1920 в затоці Санго, на західному березі озера Вікторія, в Уганді. 
У широкому розумінні сангойська культура тотожня мустьєрській культури Євроазії.

## Поширення
Сангойська культура була поширена від Ефіопії до Ботствани. На заході поширювалася до лісів у басейн Конго. Багато знахідок культури у пустелі Калахарі, середній течії річки Замбезі. За деякими даними знахідки є на гвінейське узбережжя. У Південній Африці сангойці мешкали у краях з щорічними опадами менше 1000 мм.
У Родезії культура Санго радіовуглецевим методом датується 43 000-40 000 років тому.
Для прото-Санго характерні ручні рубила, іноді загострені з обох кінців, великі скребла, знаряддя з гальки, нуклеуси і відщепи. Знаряддя такого ж типу зберігаються і в нижньому Санго, але з'являються невеликі біфаси, які в середньому Санго розвиваються в наконечники списів і маленькі кирки; останні особливо характерні для часу верхнього Санго, коли з'являються перші знаряддя типу «транше».
Близько 12 000 років тому культура Санго була змінена мезолітичною культурою Лупемба.